# 阿希亞

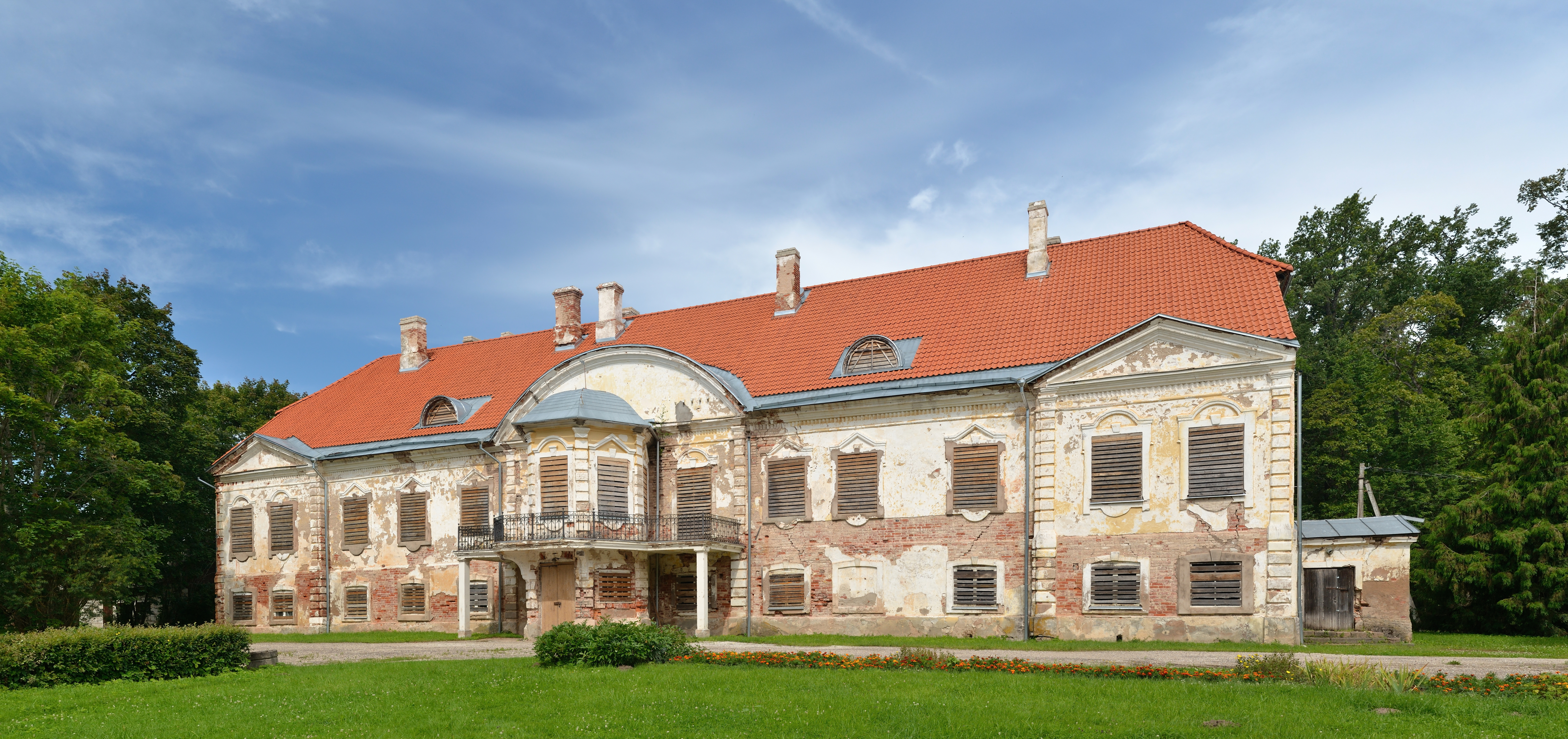
阿希亚庄园

阿希亞，是愛沙尼亞珀爾瓦縣珀爾瓦市鎮内的小鎮，位於該國東南部，曾是原阿希亞市镇的行政中心，處於首都塔林東南面191公里，2011年該小鎮人口507。